# 下間頼慶
下間 頼慶（しもつま らいけい）は、戦国時代の武将で、本願寺の坊官。下間頼善の次男で頼玄の弟。光頼、真頼、融慶の父。通称は源四郎、左衛門大夫、上野介。法名は蓮秀。後に法眼に任ぜられた。
本願寺第9世法主実如に仕え、永正3年（1506年）に摂津・河内の門徒が実如の異母弟実賢を擁立して法主交替を求めた事件（河内国錯乱）では実如の命令で実賢・実順・実従らを捕らえた。実如から孫の10世法主証如の補佐を命ぜられたが、享禄・天文の乱に際して甥の下間頼秀・頼盛兄弟との確執から長男の光頼や興正寺蓮秀と共に本願寺を退去した。天文4年（1535年）に証如が敵対していた細川晴元と和平を結ぶと、主戦派として失脚した頼秀・頼盛兄弟に代わって本願寺へ帰参、和睦の使者として晴元の元へ赴き、幕府領の違乱を働く門徒の抑制と諸大名の外交に務めた。
天文5年（1536年）に奏者に就任、証如の指令で下間氏の宗家の座にも着くことになり、天文9年（1540年）には法眼となった。翌天文10年（1541年）に死去、光頼が後を継いだ。